# Глендејл Хајтс (Илиноис)
Глендејл Хајтс (енгл. Glendale Heights) град је у америчкој савезној држави Илиноис.

## Демографија
По попису из 2010. године број становника је 34.208, што је 2.443 (7,7%) становника више него 2000. године.
| Група             | 2000.          | 2010.          |
| Белци             | 17.409 (54,8%) | 13.438 (39,3%) |
| Афроамериканци    | 1.537 (4,8%)   | 2.005 (5,9%)   |
| Азијати           | 6.345 (20,0%)  | 7.575 (22,1%)  |
| Хиспаноамериканци | 5.842 (18,4%)  | 10.512 (30,7%) |
| Укупно            | 31.765         | 34.208         |